# Иудаизм в Намибии
Иудаизм в Намибии — одна из религий этой страны, которую в основном исповедуют евреи в Намибии. Иудаизм являются является преимущественно религией иммигрантов или потомков иммигрантов.

## История
Иудаизм в Намибию принесли евреи, которые начали переселяться в эту страну в середине XIX века. Во времена Германской Юго-Западной Африки количество евреев было ограничено законами Германской империи. В 1917 году в Виндхуке был построен еврейский квартал.
После поражения Германии в Первой мировой войне, Лига Наций отдала Намибию под мандат Южно-Африканского союза. Еврейское население Намибии начало резко возрастать. В 1925 году в еврейском районе Виндхука была построена синагога. В 1927 году синагога была построена в Китмансхупе, но в 1973 году здание синагоги было продано и теперь в нем находится промышленная фабрика. В 1965 году в Намибии (в основном в Виндхуке) насчитывалось около 500 иудеев.

## Современное положение
После того как 21 марта 1990 года Намибия стала независимой страной, количество белого населения резко сократилось. В данный момент на территории Намибии проживает около 100 евреев. Иудаизм остается религией потомков еврейских переселенцев и небольшего количества приезжих израильтян. Большинство населения исповедуют христианство и традиционные верования, а иудаизм вместе исламом, буддизмом и религией бахаи исповедует менее 1 % населения Намибии.
В данный момент иудейские общины существуют в Виндхуке и Китмансхупе. В Виндхуке есть синагога, существующая на пожертвования из Израиля. В 2015 году из-за сокращения количества евреев в Намибии синагогу хотели закрыть, а землю на которой она расположена продать.